# 진양군 (1988년 선거구)
진양군은 대한민국의 옛 국회의원 선거구이다. 당시 경상남도 진양군 지역을 관할했다.

## 역사
제13대 국회의원 선거를 앞두고 진주시·삼천포시·진양군·사천군 선거구에서 분리되면서 신설되었다.
1995년 1월, 진주시와 진양군이 통합되면서 통합 진주시가 출범했다. 이에 제15대 국회의원 선거를 앞두고 통합 진주시가 갑, 을 선거구를 구성하게 되면서 관할 구역이 진주시 갑 선거구, 진주시 을 선거구로 각각 분리됨에 따라 폐지되었다.

## 역대 국회의원
| 선거   | 정당 | 정당       | 의원   |
| ------ | ---- | ---------- | ------ |
| 1988년 |      | 민주정의당 | 안병규 |
| 1992년 |      | 무소속     | 정필근 |

### 대한민국 제13대 국회의원 선거
|  | 41.18% |

|  | 40.72% |

|  | 18.09% |

### 대한민국 제14대 국회의원 선거
|  | 45.88% |

|  | 39.08% |

|  | 12.76% |

|  | 2.26% |